# Crisis de las cartas falsificadas

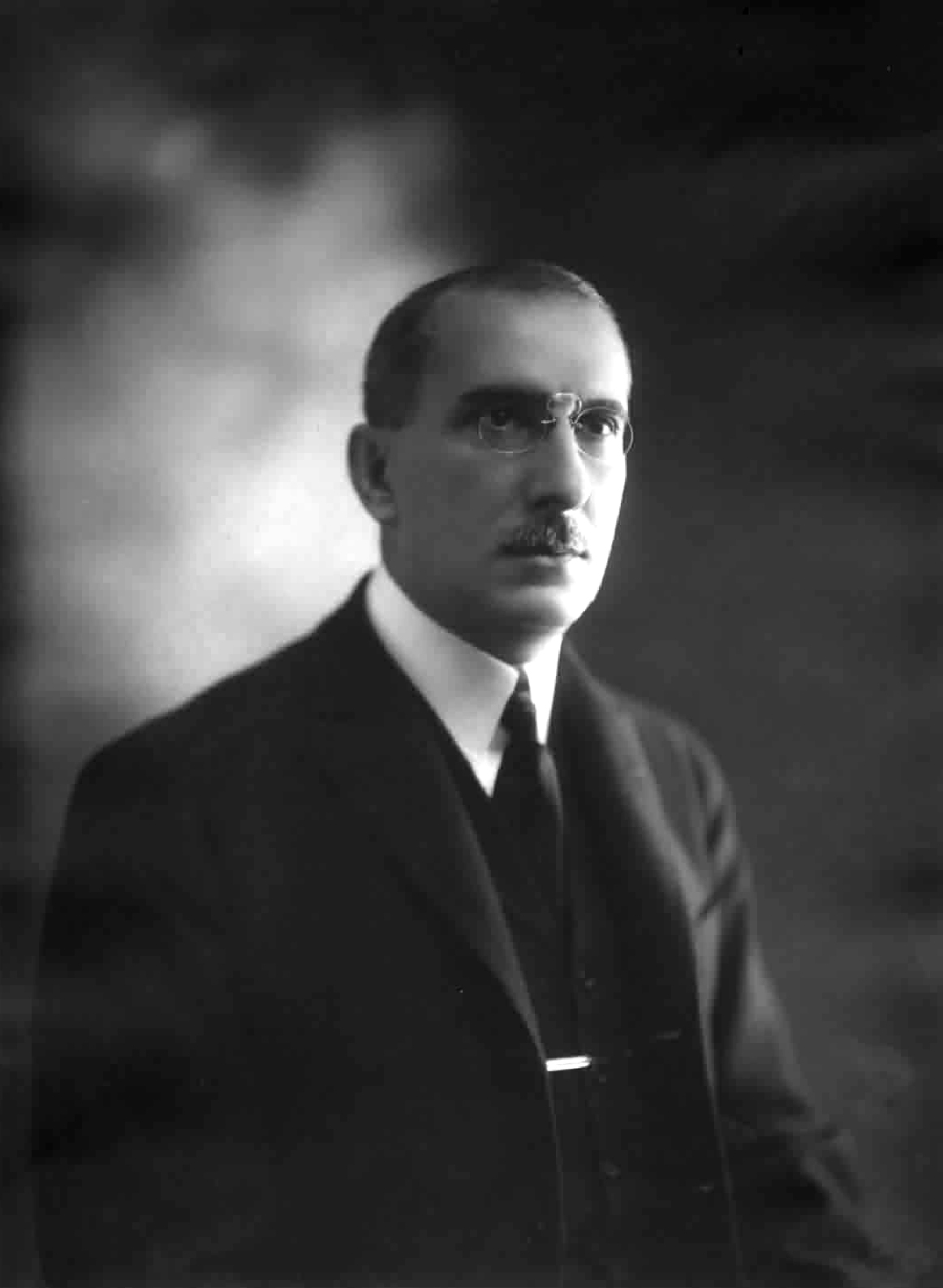
Artur Bernardes, víctima de las cartas falsas

La crisis de las cartas fue un escándalo político ocurrido en Brasil en 1921 que involucró dos cartas publicadas que contenían ofensas contra los militares y el expresidente brasileño Nilo Peçanha, y que fueron atribuidas a Artur Bernardes, candidato a la presidencia de la República y que competía, precisamente, contra Peçanha.
El escándalo que siguió intensificó la oposición de los militares a Bernardes, que no obstante fue elegido en las elecciones presidenciales de 1922, pero enfrentó en su gobierno al movimiento tenentista, la revolución paulista de 1924 y al inicio de un proceso de ruptura política que culminaría en la Revolución de 1930.